# 幻星神ジャスティライザー
『幻星神ジャスティライザー』（げんせいしんジャスティライザー）は、2004年10月2日から2005年9月24日までテレビ東京系にて放映された東宝制作の特撮テレビドラマ。全51話。
『超星神グランセイザー』に続く超星神シリーズ第2作。関東地区では毎週土曜日9時 - 9時30分、BSジャパンでも6日遅れで金曜日18時25分 - 18時55分に放映された。

## あらすじ
かつて地球を襲った侵略宇宙人カイザーハデスは、地球を守るライザー星人ノルンとの戦いに敗れ、封印されていた。しかしそれから450年の月日がたち封印が弱まり、再び地球は侵略の脅威にさらされていた。
ハデス軍の宇宙怪獣が地球を襲ったその時、天堂澪が先祖から受け継いでいた怪獣型土偶が割れ、中から現れた水晶ジャスティ・クリスタルから光が発せられる。その光は伊達翔太、真田ユカ、平賀真也の3名に宿り、ノルンの幻影が地球を守る戦士ジャスティライザーとしての使命を告げるのであった。

## 概要
超星神シリーズ第2作として製作された本作品は前作との差別化を図り、和のテイストを強調し、主役ヒーローの数を3名に絞り、彼らを取り巻く人物も少人数に設定して番組をスタートさせた。また、主役が高校生2人と大学生1人という組み合わせであり、ほぼ敵側との攻防戦に物語の重点を置いていた前作とは対照的に、主役側の日常生活や友人・家族関係が物語に描かれている点も本作品の特徴となっている。
本作品のストーリーは3部構成となっている。
第1部（第1話 - 第16話）
カイザーハデスを復活させようとするドクターゾラとのステラプレート争奪戦。
第2部（第17話 - 第33話）
復活したカイザーハデスとその部下デストコマンドたちとの激しい戦いが繰り広げられる。
第3部（第34話 - 第51話）
カイザーハデスを倒した後、新たなる敵、ダルガ帝国軍に3人のジャスティライザーとライザー星の騎士リゲル（デモンナイト）が立ち向かう。

## 登場人物

### ジャスティパワーの戦士たち
伊達 翔太（） / ライザーグレン
主人公。都立聖台高校の2年生。猪突猛進な素直な性格で元気で、決めたことをやり抜くが、無茶をすることもあるため、よくユカや真也に突っ込まれる。父の源太郎のほかに、別居中の母親と妹がいるが、源太郎以外は登場していない。剣道が得意だが部活動はしていない。趣味は愛用のオートバイであるホンダ・PS250を乗り回すこと。ユカを守りたいという意思が強い。かつてのセイザータリアス＝弓道天馬が勤めていた「ジェット・エクスプレス」でアルバイトをしたことがある。第50話でケンライザーで宇宙に突っ込み生死不明になるが51話では実は神野に救出されていた。

真田 ユカ（） / ライザーカゲリ
ジャスティライザーの紅一点。翔太と同じ聖台高校の2年生で、ラクロス部ではキャプテンを務めている。優しく慈しみの心が深いが、負けん気が強い。普通の女子高生に戻りたいと思いつつも、ジャスティライザーとしての使命に力を注ぐ。42話で命を落としたが、翔太のジャスティパワーと引き換えに蘇る。
- 設定企画メモでは「真田有希」という名前であった。

平賀 真也（） / ライザーガント
京南大学理工学部の2年生で、ロボット工学を専攻している。幼いころに両親のロボット工学者の平賀博士と平賀咲子が外国から狙われたことから自分を置いて渡米して身を隠したため、人付き合いが苦手だった。戦闘において頭脳プレイをすることも多い。愛車はホンダCR-V。澪に気がある。基本的にはクールなタイプだが、それまで敵対していた神野を気にかける優しい一面もある。
- 設定企画メモでは「平賀礼」という名前であった。

### ジャスティライザーの仲間
神野 司郎（） / デモンナイト
18話から登場。当初はデストコマンドの一人暗黒騎士デモンナイトとして現れた。27話に登場したデストコマンド・ダンハウザーは彼の剣の師匠にあたる。ジャスティライザーとは敵対する関係にあったが、卑怯な戦法を嫌い他のデストコマンドの攻撃を妨害することもあった。実はハデスによって記憶を消されており、その正体はノルンの弟でライザー星の騎士リゲルであった。そのことが判明した後は、ジャスティライザーと和解し共闘する。最終話で翔太たちに別れを告げ、ライザー星復興のため、リュウトで地球を後にした。漢字が読めないため高電圧に触ったり、ザリガニを食べようとしたことがある。
名称は鬼神を意味する「Daemon」＋騎士を意味する「Knight」から。リゲルと名乗った後もテロップは「デモンナイト」のままだった。
なお、元になった人間については劇中では語られていない。
- 全話プロットではジャスティパワーを付け狙う天堂家に仕える一族の末裔の悪人であった。リゲルの名前の由来はオリオン座の一等星から。
- 第35話のサブタイトル画面で戦っていた怪人は過去の怪人のスーツのパーツを組み合わせたものとなっている。

天堂 澪（）
星神島に住む戦国時代にノルンを匿ったジャスティパワーをコントロールする巫子の一族の姫の末裔で、先祖からジャスティクリスタルを引き継ぐ。幼いころに両親を亡くして本宮家に預けられており、麗香を姉のように慕う。おにぎりの中にイチゴや練乳を入れるなど料理のセンスは無茶苦茶だが、星神島から上京した際に自動車（ホンダ・ストリーム）を一括払いで購入するほどのお金持ち（ただし彼女は免許がなく、麗香が運転する）。真也と相思相愛になっていく。最終決戦では弓矢を武器にザコールを倒す活躍を見せた。最終回のエピローグで仮運転免許を取得し、車を真也の指導のもと車を運転していたが慣れていないようで、料理のセンスも相変わらずだった。
- 全話プロットでは中盤から登場する予定であった。

本宮 麗香（）
先祖代々天堂家に仕える一族の末裔の女性。澪のボディガードであり、武道の達人のため、ザコール程度ならば互角に戦える。生真面目で澪の身を心から案じているため、使命のために危険を顧みずに命を賭ける彼女と衝突することもあった。一方、澪の無茶苦茶な料理を美味しいと賞する意外な一面もある。
当初は敵だった神野を毛嫌いしていたが、次第に信用できるようになった。

伊達 源太郎（）
伊達電器店の社長である翔太の父。ジャスティライザーのことを知り、彼らの精神的支えとなる。剣道が得意。最終決戦でも彼らの勝利を最後まで信じ、電気店の前を動かなかった。
- 伊達電器店のロケセットは西武多摩線の是政駅付近の閉店したスーパーの空き店舗を利用しており、パナソニックとのタイアップで売り場は実際の出店用のマニュアル通りに作られ、全て本物の商品が店頭に並べられている。撮影でない日にはカバーを看板にしていたが、誤って撮影中に買い物客が訪れることが多かったという。控室も2階の座敷を使用していたという。

松平 健一（）
伊達電器店の社員で、本作品のコメディリリーフ的存在。ジャスティライザーのことは知らない。41話で里見真央という彼女ができる。

市川 徹（）
翔太の親友幼馴染みの野球部員。入院中の姉の息子である星野和也を翔太たちに押し付け、デートに行ってしまう軽い性格。

瀬川 麻美（）、松原 理緒（）
ユカの同級生で彼女と同じラクロス部員。真也を「シン様」と慕う。終盤でユカがジャスティライザーであると知った。

九条 公康（）
44話から登場した、国防省対異星人特殊作戦課司令官。同期の白河に先に出世され、不真面目な態度を取る。初めは「ジャスティライザーは侵略者だから捕らえろ」という白河の命令を渋々聞いていたが、彼の異常な行動に気付き、没収したインローダーを翔太たちに返す。

白河 信介（）
国防省対異星人特殊作戦課特務局長で、九条の上司。アドロクスに憑依され、ジャスティライザー攻撃命令を出してしまう。その後は彼らの援護にまわる。

### 主なゲストキャラクター
ノルン
450年前に澪の先祖たちと共にノルン艦隊を結成し、ジャスティパワーによってハデス艦隊を迎えうち、戦国時代の日本の神城山の山中にハデスを封印した地球の兄弟星ライザー星の科学者で、リゲルの姉。現在は故人だが自身の記憶をシェイドスターのメインコンピューターにインプットしており、度々ジャスティライザーを導いている。

武田 広之（）
第11話から登場。先祖代々中尾山の祠にあったステラプレートを守ってきた一族の青年。敵の気配を感じることができる。

ミラ
34、35話で登場のライザー星レジスタンス。伝説の騎士（デモンナイト）を求めて地球に来るが、アドロクスに殺害される。

マイア姫
リゲルと相思相愛のライザー星の姫だったが、ドレイクに暗殺される。48話の神野の回想シーンのみの登場。
- 名前の由来はプレアデス星団から。

### 元・グランセイザー
伝通院 洸（）
30話に登場。ジャスティパワーにより疲労した澪を診察。自身の経験からか、「後になってからしまったと言っても遅い」とアドバイスした。
- 脚本では看護婦として魚住愛も登場する予定であったが、スケジュールの都合により実現しなかった。そのため、「知り合いにいいインストラクターが～」というセリフは本来は愛が言うセリフであった。

獅堂 未加（）
35話に登場。ハデスを倒すも新たな敵の出現で普通の生活に戻れず泣き出すユカを、翔太がストーカーして泣かしたと勘違いし、彼を蹴飛ばしてしまうが、後で事情が分かると、ユカに「迷ったときは前へ進め」とアドバイスする。その格闘センスを評価したユカに何か格闘技をやってたのかを聞かれたが否定した（グランセイザーでは武道をやってるという設定）。その際、正義の味方（グランセイザー）をやっていたことがあると話したが詳しいことは話さなかった。

松坂 直人（）
42、43話に登場。翔太は「伝説の格闘家」である彼のファンだが、他の一行は彼を知らない。ユカの命と引き換えにインローダーを失い落ち込む翔太を道場に連れ込み、スパーリングをする。その後グレンに再び装着し戦う翔太の姿を、かつての盟友である弓道天馬（セイザータリアス）と重ね合わせる。その強さは健在で、数体のザコールに襲撃されるも、簡単に倒してしまった。一瞬だけセイザータウロンの姿に幻想としてなった。グランセイザーの最終回で雨宮涼子（セイザーヴェルソー）と結婚しているが彼女は劇中未登場で存在を語られることもなかった。
- 全話プロットでは別のゲスト回に割り当てられており、第43話の脚本では弓道天馬も登場する予定であったが、スケジュールの都合から実現しなかった。グレンにタリアスのイメージが重なる演出はその名残である。

## ジャスティライザーの能力、メカ
厳密にはデモンナイトはジャスティライザーではないが、本項で記述する。

### 登場アイテム
インローダー
翔太、ユカ、真也がジャスティライザーに変身するための特殊ディバイス。個々の名称はインローダー＋戦士名となる。通信モードも有しており、ライゼロスや星神獣の召喚にも使用される。モチーフは印籠。上部を展開し、再び押し込み胸のチャージライザーに装填するとライザースーツの装着が完了する。ジャスティパワーが失われると消失してしまう。
- 設定企画メモでは「鎧装」という掛け声であった。

ジャスティクリスタル
ノルンが澪の先祖に預けた水晶で、ジャスティパワーと共に天堂家の庭にある祠に祀られた怪獣型の土偶の中に隠されていた。ペンダントになっており、澪は常に首に掛けている。ジャスティパワーを持ち、澪をバリヤーを作り出して敵の攻撃から守ったり、グレンをシロガネに変身させたりする。邪悪な心の持ち主は触ることが出来ないが、ハデスもダルガも狙っていた。

ステラプレート
ノルンがハデスを封印するのに使用した宇宙金属板。全部で8枚あり、そのうち1枚は既にゾラが持っていたが、それは他の7枚を先に破壊しないと壊せないものだった。オリオン座の形に配置することで、ステラアレイという結界を生成し、ハデスを封印していた。ジャスティライザーの阻止も虚しく、16話で全て破壊され、ハデスの復活を許してしまった。

スターリング
ミラがライザー星伝説の騎士リゲルに渡すために持っていた指輪。ジャスティクリスタルと同じ物質と思われる水晶がはめ込まれている。ミラの死後は神野が持ち、その後麗香に渡される。麗香はこれでデモンナイトにパワーを送っていたが、クロガネへの変身能力をダルガに奪われた際に消失する。

### ジャスティライザー
3人とも装着直後は戦士の証であるライザーマントを纏っている。第5話に登場した天堂家の巻物での漢字表記は「慈耶須禎禮坐」。
- 右胸のアーマーに埋め込まれている球状の装飾の個数は、キャラ名のロゴの濁点の数と一致する[11]。

ライザーグレン
翔太が装着する「勇」の戦士。炎属性。
装着後は「ジャスティライザーグレン、見参!」と名乗る。
パワーとスピードのバランスが良く、格闘戦と接近戦が得意。炎のパワーを拳に集め、破壊力を上げ、炎の衝撃波を放つブレイザーナックルや、炎のパワーを両足に集め、十字を描くようにキックを決めるクロスファイヤー・キックという技を持つ。武器は腰後ろにつけた日本刀型のグレンソード。鞘から抜かずに打撃武器としても使うことが出来、敵の弱点に剣を投げつけるソードシューターという技もある。
必殺技はグレンソードを鞘に戻して最大に炎のパワーをチャージし、抜いて発生させた灼熱の炎を猛烈な勢いでぶつけるレイジングフレイムと、逆手に剣を持って素早く抜き、その勢いで回転して相手に炎のパワーをぶつけるフラッシュ・ブレイザー。
- デザインのモチーフは戦国時代の鎧武者。当初は亀甲模様が前腕のパーツにあったが、亀甲は玄武のため、ガントと入れ替えている。
- 巨大怪獣との戦いでは食玩を改造した人形が使用されている。グレンソードのアップ用には電飾が刃の縁に沿うように仕込まれており、必殺技発動時に赤く発光する。

ライザーカゲリ
真田ユカが装着する「仁」の戦士。風属性。
装着後は「ジャスティライザーカゲリ、参上!」と名乗る。
忍者のような隠密行動と、素早い動きの忍者のような戦いが得意で、度々奇襲攻撃を仕掛ける。連続して強烈な回し蹴りを放つトルネードスプラッシュ、高速でパンチを放つウィンディラッシュという技をもつ。左腕の万能武器カゲリストライカーはクロー形態クローアタッカーに変化でき、内部に特殊合金製のクナイカゲリダガーを収納している。
必殺技はカゲリストライカーに風のパワーを集め、超エネルギー弾に変えたカゲリダガーを発射するファントムクラッシュ。
- デザインのモチーフはくノ一。額の金属パーツは銀色で、一部のパーツに純銀を使用している。
- 設定企画メモでは所持するアイテムから小型のデフォルメされた動物メカ「アニマファントム」が出現する予定であった。

ライザーガント
平賀真也が装着する「智」の戦士。雷属性。
装着後は「ジャスティライザーガント、推参!」と名乗る。
自身がフットサルでキーパーを務めるせいか、頭突きを多用する。武器を使用した遠方からの不意討ちも得意。拳に雷のパワーを集めて破壊力を上げてすれ違いざまに放つライトニングナックル、雷のパワーを足に集めてスパークさせ、破壊力を上げて放つサンダーボルトキックという技をもつ。武器である右腰に付けたガントスラッガーは特殊な形状の特殊火器で、銃口は6門付いている。光弾に雷のパワーを変えて撃ち出すガンガントショットから必殺タイプガントバスター、左腕のライフルパーツを合体し、変形させたライフルタイプガントライフルに変形可能。ガントライフルの状態では銃口は1つになる。無尽蔵に撃てるわけでなく、一定量撃ち続けるとエネルギー切れを起こす。その場合はホルスターにマウントすることでエネルギーは再チャージできる。
必殺技は限界まで雷のパワーをチャージしてガントバスター形態で一気に放つバーサスカノン。使用の際は中央の小型の銃口をオンにして照準装置をあげる。また、ガントライフルの状態での必殺技は素早く遠距離用ビーム弾を撃ち込むスラストシュート。
- デザインのモチーフは山伏。額の金属パーツは銅だが、地味であったため、金をエッジに入れている。

ライザーシロガネ
3人の「智」「勇」「仁」の力を天堂澪の持つジャスティクリスタルにエネルギーを集中（ジャスティ・スパーク）することにより、翔太の体とグレンのライザースーツを分子レベルから変換・再構成し、グレンが二段変身する蒼き星の勇者。
武器はジャスティパワーによってグレンソードが変化したジャスティアームズ。普段はブレード部を超振動させて切り裂く剣形態ジャスティブレードだが、必要に応じ、遠距離戦に使用するビームにジャスティパワーを変えて発射する銃形態ジャスティブラスター、中距離戦で使用するジャスティパワーをブレード部に帯びさせ、切れ味を上げるナギナタ形態ジャスティランサーに変形する。
必殺技はジャスティブレードのブレード部に全ジャスティパワーを集めて敵を一気に一刀両断するジャスティクラッシュ。最強の力を持つが、変身する翔太とジャスティパワーを送る澪の体力を消耗するため、むやみに使えない。
- 当初予定されていた設定ではグレン、カゲリ、ガントが合体して生まれた戦士という設定で、3人の要素を混ぜたモザイクのようなデザインが多かった。だが、情報量が減っているラフデザインが1枚あり、それを基に萩原直樹のデザインをコラージュして作られた。
- 変身バンクでは、澪とジャスティライザーの3人を別の回転台に乗せて逆方向に回転させている。

巨大シロガネ
澪のジャスティクリスタルのジャスティパワー、神野のブレスレットのライザーパワーが一つとなって誕生したミラージュパワーにより、ジャスティライザー3人と全幻星神が合体し巨大化したライザーシロガネ。等身大時とは異なり、両目が点灯している。最終話で巨大クロガネにとどめを刺す。リュウトの胸の紋章と同じ形のバリアを張る。必殺技は等身大時と同じジャスティクラッシュ。ミラージュパワーによって、クロガネやブルガリオに破壊された街を元に戻した。
- シロガネの本編用スーツはタイツの下地となっているが、巨大シロガネの特撮用スーツはウェットスーツの下地となっている。巨大シロガネのマスクはシロガネと同様の原型で作られているが、額、こめかみ、目などに局所的なアレンジが細部に加えられており、シャドーを入れて巨大感を出したり、電飾が目に仕込まれている。メカキングギドラのように正義の目は丸いということから目は少しでも大きく丸くしている。覗き穴は眉間のラインとなっている。

デモンナイト
神野司郎（リゲル）が左腕のライザーストーンが埋め込まれたブレスレットで変身。変身時には「クラスト・オン」とコールする。「和風」のジャスティライザーに対して西洋の騎士のようなデザインであり、頭部と胸部にドラゴンのような意匠が見られる。武器は青龍刀のような特殊合金製の剣ナイトシュバート。専用メカはないが、ライゼロスやリュウトにダイブイン可能。
必殺技は気力でナイトシュバートをエネルギー弾にして発射するナイトクリーバー。および複数の光球を同時に発射する強化版のファイナルナイトクリーバー。また、ナイトクリーバーはガントのバーサスカノンと合体させることで威力がアップする。
- 全話プロットでは澪の生き別れの兄の天堂護が変貌した姿であり、神野とは別人であった。
- 当初は波岡一喜をイメージした小僧のような顔つきであった。背中のトゲと胸のラインはデザインを担当したマイケル原腸の意図とは異なる造形であったと語っている。

### メカニック
幻星獣ライゼロス
ノルンが自らの宇宙船を改造して作り上げた幻星神の中核となる怪獣タイプのコアロボット。第5話での天堂家の巻物での漢字表記は「雷零守」。ジャスティライザーなら3人のうち誰でもチャージライザー下部左のライゼロス召喚ボタンを押すことで召喚でき、ダイブイン（搭乗）して操縦する。終盤ではデモンナイトも操縦している。武器は口から一万度の高熱の光線を放つゼロスフレア、肩から拡散徹甲弾と高熱プラズマ弾を発射する強力砲ゼロスキャノン、両胸の超振動波発生装置による超硬合金製の円盤型のゼロスカッターを振動と回転によって敵を切り刻むゼロスクラッシャー、高速で低空飛行しながら体当たりするクラウドダッシュ、両手のクローを撃ち出すスマッシュクロー、メカの尻尾での攻撃テイルスマッシャー。
コアロボット的存在であるが1〜5話までや、幻星神登場後も単体で戦い、怪獣を撃破することも多かった。
第50話で3体あることが判明し、幻星神を3体同時に出撃することが可能となった。1人でも操縦できるが、複数が搭乗している時より出力は低下する。
- デザインはメカゴジラ（三式機龍）と顔はガイガンをモデルにしている。当初は機龍のみをイメージしていたが、特撮監督の川北紘一の提案により顔にガイガンの要素、腹部に回転ノコギリも加えられた。
- 手は手袋タイプのものも検討されていた。コクピットは前作の超星神に比べて3人乗りのため、かなり大型化している。シーンの状況に応じて、コクピット側面のパーツは左右どちらにも移動している。ゼロスカッターの回転ギミックが仕込まれているアップ用の上半身モデルは着用できず、左右でスタッフが腕の演技をしている。全身のスーツは回転ノコが動かず、CGで強引に足している。
- 胸部のバーニアからの噴射は炭酸ガスで表現されているため、チューブが左右から繋がれている。

格納衛星シェイドスター
ライゼロスと星神獣を格納する巨大人工衛星。小惑星に隠されていたが、天堂家に祀られていた怪獣型の土偶から飛び出したジャスティパワーによって起動した。傷ついたメカの修理も自動的に行われる。メインコンピューターにノルンの魂（記憶）が宿っており、ジャスティライザーに力を貸すが、最終話でクロガネに破壊される。
- 星神獣のハッチは各機共通で、紋章の付け替えによって表現されている。発射口のサイドのトラスは『ウルトラマンティガ』のアートデッセイ号の出撃シーンで使用されたものを組み替えてディテールアップしている。

ノルン艦
ノルンが使用していた宇宙船。
- ミニチュアはCM用の宇宙船に映画『さよならジュピター』に登場するTOKYO-IIIのパーツなどを追加して改造したもの。

#### 星神獣
チャージライザー下部右の星神獣召喚ボタンを押すことで召喚される。星神獣はコクピットを持たず、召喚したメンバーがライゼロスのコクピットの中から指示を出す。
- モチーフは四神だが、青龍と白虎の色を入れ替えている[30]。前作との繋がりを意識し、動物系のモチーフとなった[31]。
- それぞれが龍の姿である「星神龍」という別案の設定もあった[4]。

エンオウ
グレンが召喚する鳳凰型星神獣。主武装は機首から三日月型のビームを展開して発射するブレイブクレッセント、首の付け根と両翼の下にある銃口から1秒に30発連射するパルスビームのフェニックスバルカン、プラズマを発生させた翼で敵を切り裂く必殺技シャイニングスライサー。ライゼロスと合神し、幻星神ケンライザーとなる。
漢字表記は炎凰。
- デザインは朱雀とラドンをモチーフとしており、2本のとさかを取り入れている。

コウキ
ガントが召喚する亀型星神獣。全身の中で特に甲羅の装甲は厚く、甲羅の一部を展開して敵の光線を反射させることができる。主な武装はスリットから発射するパドルシューター、3連大型ミサイルのタートルミサイル、甲羅に並んだ円形の発射口から放射状に発射される電撃タートルサンダー。ライゼロスと合神して幻星神ジュウライザーとなる。
漢字表記は光亀。
- デザインモチーフは玄武。

ランガ
カゲリが召喚する虎型星神獣。格闘戦が得意な地を駆ける野獣。他の星神獣と比べて武装が少ないが、野獣の闘争本能を持っていて、俊敏な動作で敵を翻弄する。武装は爪で敵を切り裂くスラッシュクローと、咆哮と共に衝撃波を発射する必殺技ハウリングバースト。ライゼロスと合神して幻星神ニンライザーとなる。
漢字表記は嵐牙。
- デザインモチーフは白虎。

リュウト
シロガネが召喚する双頭龍型星神獣。星神獣では唯一コクピットを持ち、ジャスティパワーを制御するため、シロガネが直接ダイブインし、ライゼロスと合神して幻星神ジャスティカイザーになる。武装は両方の口から反重力光線を発射するダブルショックバスター。最終決戦ではデモンナイトが操縦した。
漢字表記は龍斗。
- デザインイメージはキングギドラ（メカキングギドラ）。目の形状はガイガンをイメージしている。コクピットは立体化されたシロガネの紋章となっている。
- コクピットは後方のパーツが支えがないため、ワイヤーで上から支持している。ギニョールは特技監督の川北が演じている。

#### 幻星神
ライゼロスと星神獣が合神して完成する人型巨大ロボ。ジャスティカイザー以外の幻星神も1人で操縦可能だが、ライゼロスと同じく3人のときに比べると出力は低下する。メイン操縦者がコクピットの中央の真ん中に来るように座席はその都度移動するようになっている。
- 当初はライゼロスと合体したただのロボットで、動物モチーフはあとから足された[22]。
- 合体バンクはCGとミニチュアの2種類が制作された[5][28]。これについて、特技監督の川北はCGでギミックを楽しみ、ミニチュアでカメラアングルで楽しんでほしいという意図があったという[5]。

ケンライザー
第6話から登場。ライゼロスとエンオウが合神して完成する幻星神。3人搭乗時にはグレンがメインで操縦し、ガントとカゲリはサポートに回る。
白兵戦を得意とし、グレンの持つ「勇」の力を炎のエネルギーに変えて様々な技を繰り出す。主武装は、翼から取り出す超硬合金製の2本の巨大剣勇凰剣ライザーセイバー、技は超高熱プラズマを発生させて手を燃え上がらせて繰り出すチョップ技アームブレイザー、両肩のエンブレムから超高熱の炎の竜巻を発生させ、敵を焼き尽くすライザーバーン、炎の力で足を燃え上がらせてジャンプダッシュキックを放つライザーキック。必殺技はライザーセイバーを1本の超巨大剣に合体させて炎のパワーを集めて敵に一気にぶつけるメガヒートスラッシュ、刀身を発熱させた2本の剣で敵を十文字に切り裂くクロスファイヤーバード。
バランスが取れているが、そのため能力の偏った敵には苦戦を強いられる。
- ライザーキックは、アップショットでは脚のパーツのみを持って撮影されている。

ジュウライザー
第8話から登場。ライゼロスとコウキが合神して完成する幻星神。ライゼロスは逆さに合体する。メイン操縦者はガント。
ガントの持つ「智」の力を電気エネルギーに変えて、様々な技を繰り出す。主武装は、両肩に装備された二門の巨大速射ビーム砲ライザーキャノンと頭部に装備された大型砲智玄砲ライザーバスター。必殺技は体内エネルギーを高熱プラズマに変換し、強力な雷のエネルギーを最大にして、全火器を一斉射撃し敵を吹き飛ばすサンダーバースト。合神時にはライゼロスが倒立するような形となり、脚がそのまま腕となる。その腕からはライゼロスの足の爪を応用したマグナグラスパーという強力なクロー攻撃を使用できる。
防御力が高く遠距離攻撃できるのが利点だが、機動力に欠ける。
- 前作『グランセイザー』のドルクルスからの流れで、非人型のロボットとなった。尻尾が貫通して合体する変形システムは後から追加された。

ニンライザー
第16話から登場。ランガとライゼロスが合神して完成する幻星神。ライゼロスは裏返して合体する。メイン操縦者はカゲリ。
カゲリの持つ「仁」の力を風の力に変えて、様々な技を繰り出す。主武装は、両手に装備されていてプラズマを発生させ威力を倍増できる巨大なカッター仁爪牙ライザーストライカー、ランガ同様、咆哮と共に口から衝撃波を発生して敵にぶつけるハウリングバースト、連続キックを決めるライザーキック。必殺技は風の力を最大にして両肩から竜巻を発生させ、敵が巻き込まれたところをビームクローで切り刻むタイフーンスライサー。
高速戦闘を得意としていて、超高速移動で敵を翻弄しながら空中きりもみキックトルネードバスターで攻撃する。
設定上は顔とカッターが飛び出た必殺技発動時の強化形態ブレイズモードになれるが、本編には登場せず、前期オープニングのラストカットのみの登場となった。『劇場版セイザーX』ではボスキートの巨大化した姿である偽ニンライザーがブレイズモードで登場した。
- 当初のデザインでは人型の頭部であったが、特撮監督の川北紘一の提案により獣面となった。
- 前作『グランセイザー』のガンシーサーで動物形態の手足はロボット形態と兼用させづらかったため、ランガの手足は収納される形となった。デザインを担当した西川伸司は、単純な変形のように見えて、玩具としては複雑な構造になってしまったと述懐している。

ジャスティカイザー
第33話から登場。ライゼロスとリュウトが合神して完成する究極の幻星神。あまりに強力なジャスティパワーを使用するためにシロガネにしか操縦できない。
全身にジャスティパワーを応用した強力な武装を搭載している。主武装は、角から発射するグリッターホーンと巨大なクローで敵を切り裂くジャスティグラスパー、肩から発射するブレイブシューターとジャスティバースト。必殺技は全てのジャスティパワーを集中して胸から放射し敵を消滅させるジャスティノヴァ。
他の幻星神を遥かに超えるパワーを持ち、ジャスティパワーをフル出力することも可能な最強の幻星神である。しかし、その反面、翔太や澪に大きな負担を与えてしまうために長時間活動することは出来ない。
最終話でリュウトが神野と共にライザー星に帰った。『劇場版セイザーX』には未登場。 
- 胸部は太陽のように丸いイメージという注文が出され、これを元に修正案をデザイナーの西川が描き、修正された。手の3本爪や翼のあるスタイルなど、『ゴジラvsデストロイア』のデストロイアに類似しているが、デザインを担当した西川伸司は意識したわけではなかったと述べている。初期には人型とする案もあった。
- 左腕はライゼロスの脚のスケールを維持したものもあったが、使用されなかった。合体前後で脚部に変化をつけるため関節の位置をずらして合体後の足を大きくし、安定感を増すことも意図していたが、西川は玩具では短足になってしまったと述懐している。

#### スペック
| 名称               | 全長    | 全幅   | 全高       | 総重量                                       | 速度                                     |
| ------------------ | ------- | ------ | ---------- | -------------------------------------------- | ---------------------------------------- |
| エンオウ           | 38.5 m  | 52.0 m | 6.5 m      | 3,200 t                                      | 飛行速度マッハ5.5                        |
| コウキ             | 32.0 m  | 40.5 m | 19.5 m     | 5,400 t                                      | 飛行速度マッハ2.8                        |
| ランガ             | 51.5 m  |        |            | 4,200 t                                      | マッハ2.8                                |
| リュウト           | 61 m    | 74 m   |            | 7,200 t                                      | マッハ7（大気圏内） マッハ25（宇宙空間） |
| シェイドスター     | 500.0 m |        |            | 150万 t                                      |                                          |
| 名称               | 全高    | 全幅   | 総重量     | 速度                                         | 最大出力                                 |
| ライゼロス         | 53.0 m  | 18.9 m | 6,500 t    | 最大歩行時速：220 km/h 最大飛行速度：マッハ3 | 2,000万馬力                              |
| ケンライザー       | 51.0 m  | 28.0 m | 9,700 t    | 最大歩行速度:270 km/h                        | 4,000万馬力                              |
| ジュウライザー     | 43.0 m  | 35.0 m | 11,900 t   | 最大歩行速度：150 km/h                       | 5,500万馬力                              |
| ニンライザー       | 50 m    | 28 m   | 1万700 t   | 350 km/h                                     | 3,500万馬力                              |
| ジャスティカイザー | 56 m    | 35 m   | 1万3,700 t | 光速の50%（大気圏内） 光速の5倍（宇宙空間）  | 測定不能                                 |

## 敵キャラクター

### ハデス軍
カイザーハデス率いる軍団。
カイザーハデス
地球征服を狙う異星人。第5話での天堂家の巻物での漢字表記は「覇出須」。450年前に地球をめぐってノルンと戦い戦国時代の日本の神城山の山中に落下したハデス艦内部のハデス基地にて8枚のステラプレートによって魔神像に封印されている。第16話で全プレートが破壊されたことで封印が解けるが、復活直後にグレンの攻撃を受けて右肩に傷を負ったため、宇宙船で宇宙に逃亡。以降はゼネラル・バッカス率いるデストコマンドを差し向けた。武器は大剣で、腕からは黒い波動を放つ。後述の巨大ハデスとなってからは左手の甲から光弾を放てるようになった。
バッカスが倒された後の33話でマグネシールダーとソニッククラッシャーを合体させた超時空振動波を放つ惑星破壊用兵器で地球を破壊しようとするもライザーシロガネに阻止され、互角の勝負を繰り広げた。勝敗がつかないと感じると巨大化し、巨大ハデスとなってジャスティライザーを踏みつぶそうとするが新たに現れたジャスティカイザーに倒される。兄である魔神ダルガを倒し、頂点に立とうとしていた。
- 全話プロットでは最後まで生き残っており、最強の敵として最終回まで登場する予定であった。
- 膝の円筒形のイメージは原子力発電所の冷却サイロ。
- 魔神像に封印されている状態は実際のハデスとは異なるが、原型の流用がデザイン段階から想定されていた。第16話で魔神像が破壊されるシーンはCGで描かれているが、下画の撮影は順番にパーツを取り外しながら行われた。
- スーツは後にダルガに改造された。

ドクターゾラ
カイザーハデス復活を企む女科学者。サイバーナイトやサイバービーストでジャスティライザーと戦った。武器は薙刀ゾルバードで、そこから放つ真空波デッドスラッシュが必殺技。また、瞬間移動能力や専用の戦艦ゾラ艦を持っている。
第4話でレイジングフレイムを受けて倒されたが、より戦闘的な外見の硬い外骨格を持つ第2形態へと体を改造して復活した。
第16話で負傷したカイザーハデスを逃がすためにハデス艦からのエネルギーを浴びて巨大化し、巨大ドクターゾラ（ビーストゾラ）となってケンライザーやジュウライザーを翻弄するがニンライザーに倒される。
42、43話でアドロクスの手で復活し、カゲリを倒すことに執着していたが、グレンとカゲリによって再び倒された。
- エジプシャンのようなラインを狙っている。
- 巨大ドクターゾラはバハドーグに、背面の腰蓑は講談社応募者全員サービスDVDに登場したグラゾスに改造された。

ゼネラル・バッカス
17話から登場したゾラの後任の地上攻撃師団隊長。カイザーハデス親衛隊デストコマンドを指揮する司令官。デモンナイトとは仲が悪い。大型の剣ギガスレイヤーをいとも簡単に振り回し、ブーメランのように投擲する戦法をとることもある。必殺技はギガスレイヤーから無数の光矢を放つバーチカル・ディバイド。また、専用の戦艦バッカス艦を持つ。
30話でライザーシロガネに倒される。ゾラと共に復活したが、ガントとデモンナイトによって再び倒された。

サイバーナイト
侵略作戦用の地球生物の遺伝子を宇宙生物に組み込んだ人工生命体。巨大化してサイバービーストとなり戦力が増すが、理性がなくなる。
- ドクターゾラ同様、ローマやエジプトなどの古代戦士をモチーフにしている。

サイバーナイト･ザウラス
第1話・第2話に登場。初めて地球に現れたサイバーナイト第1号。剣で戦い、エネルギーを剣に注入して破壊光弾を打ち出す。
- モチーフはなく、素早いイメージでFRPのような硬質の素材で作ろうとしていた。
- スーツは後にゼッカードに改造された。

サイバーナイト・モルギレス
第3話・第4話に登場。対ライザーグレン用に過去の戦闘データを基に造り出した第2号。瞬間移動を得意とし、腕から電撃を発する宇宙金属製のワイヤーを発射する。4話でパワーアップし、放電と巨大なネットを発射することができるようになった。
- 魚をイソギンチャクがホールドしているイメージで描かれた。
- スーツは後にラジメウスに改造された。

サイバーナイト・ギルドロス
第6話に登場。分厚い装甲を持つ第3号。瞬間移動能力があり、ハンマーのような武器を持つ。
- ラフスケッチでは「トトスレイブ」という名称であった。ゾラ同様、エジプト系となっている。
- スーツは後にサイバーナイト・ライノスレイブに改造された。

サイバービースト・ギルドロス
第6話に登場。ギルドロスが巨大化した姿。分身能力を持ち、瞬間移動を得意とする。武器はハンマー状の武器と嘴からの光線。また、両肩の発光体を破壊されるとさらに巨大化する。ケンライザーに倒された。
- そのままサイバーナイトのはっきりと分かる顔などの部分を残している。

サイバーナイト・アーマーガンナー
第7話・第8話に登場。超長距離からの狙撃も可能な銃撃戦タイプの第4号。武器は右手のビームを連射可能なビームガンと、左腕の迫撃砲とビームガンにもなる万能銃。また、念動力を使う。
サイバービースト・アーマーガンナー
第7話・第8話に登場。アーマーガンナーが巨大化した姿。ロボットのような外観へと変貌し、右肩には巨大なキャノン砲が追加された。右手からのビームとキャノン砲で、ケンライザーを倒したが、ジュウライザーに倒された。
- スーツは後にブルガリオに流用された。

サイバーナイト・ライノスレイブ
第9話・第10話に登場。重量級の第5号。強固な装甲に身を包み、敵の攻撃を寄せ付けない。全身を高熱化させ、相手を押さえ込んで焼き尽くすのが得意。武器は両腕の剣で、角からは熱線を放つ。
- スーツはサイバーナイト・ギルドロスの改造。スーツは後にガンデロンに改造された。

サイバーナイト・ゼッカード
第11話に登場。超高速戦闘が得意な第6号。圧縮空気を弾丸状にしたエアー弾を放ったり、圧縮空気を拳に纏わせることで、強力なエアーパンチを打ち出す。
- スーツはザウラスの改造。全身の色とマスクを変え、頭は初期のラフの中から拾っている。

サイバーナイト・ガーディアス
第12話に登場。超能力を使う第7号。相手の不意を突いて念動力で体を分割させることで、敵の攻撃をすり抜けさせるため、ダメージを負わない。宇宙巨獣デッドラーに乗り移った。
- 植物のようなイメージで描かれたが、モチーフはわからないという。

サイバーナイト・ラジメウス
第13話・第14話に登場。水を使った技が得意な機動力の高い第8号。水エネルギーを用いたビーム手裏剣と剣が武器。水に自分の分身を映すことができ、水があるところであればどこでも移動できる。
- ラフでは「ガビアルインベーダー」という名称で、ワニ（ガビアル）をモチーフとしている。
- スーツはモルギレスの改造。スーツは後に『セイザーX』のサンドストームに改造された。

サイバーナイト・ガンデロン
第14話に登場。単発と連射を可能とするビームガンを操る第9号。透視能力を持ち、全身が硬い装甲で覆われている。物陰に隠れた相手をセンサーで見つけることができる。
- 古代ギリシャの壺に描かれた兵士のような感じにしている。
- スーツはサイバーナイト・ライノスレイブの改造。スーツは後にアルミュールに改造された。

デストコマンド
バッカスが率いるカイザーハデスの親衛隊員。配下の軍団からの選び抜かれた精鋭で各分野のプロフェッショナルで構成された特殊部隊。
- 第17話で黒いローブ姿で登場した際には、一部のスーツが撮影時点で完成していなかったため、代役として『グランセイザー』のセイザータリアスなども混ざっていたという。

暗黒騎士デモンナイト
デストコマンド最強の戦士。
デストコマンド・ギルモンド
第17話・第18話に登場。二刀流の剣士。暗殺のプロフェッショナルである軍団屈指の暗殺者。額にあるアナライズ・アイで敵を分析し、両手の剣をクロスさせて一気に敵を切り裂くデスクロスブレイクが必殺技。グレンのレイジングフレイムを破った。後に強化パーツを装着する。
デストコマンド・デスタラン
第19話・第20話に登場。狙撃のプロフェッショナルで軍団一のスナイパー。暗殺任務に就くこともある。右腕の短針銃デスニードルから鋼鉄製の針を飛ばし、毒針を降り注ぐニードルスコールが必殺技。他にも、目から相手を硬化させる特殊な粘液を出すことができる。
デストコマンド・バスキ
第23話に登場。バッカスの懐刀であるくノ一。非情な女戦士でバッカスへの忠誠心が高い。忍者のように相手に姿を見せず暗殺を得意している。隠密活動のプロフェッショナルで敵陣への諜報活動や軍団内の裏切り者の調査および抹殺する任務に就いている。軍団一のスピードを誇るくノ一。バストンファーが武器。
- 上述の第17話の黒いローブ姿で登場した際には、スーツが撮影時点で完成していなかったため、ライザーカゲリが代役となっていた。

デストコマンド・ツインズナイト
第25話に登場。二人で一人の双子の兄弟戦士。ツインズナイトというのは2人を指している名前であるため個人名は不明。破壊活動を得意とする。変身能力を持ち、ゴミ箱に変身した。兄弟のチームワークを生かした戦いを得意とし、高速回転しながら互いの武器で放つダブルスピンブレイクが必殺技。兄は知識や冷静な分析能力に優れ、武器は右手の巨大な斧ラザーアックスを使い敵を叩き切る。弟は磊落な思い切りや反射神経に優れ、武器の鉄球ラザーハンマーで相手を粉砕する。合体すると、さらに強力になる。ライザーシロガネに倒された。
- デザインは西川伸司が担当。『イナズマンF』の合体ウデスパーをイメージしている。弟のスーツは後に『セイザーX』のグルナーダに改造された。

デストコマンド・ダンハウザー
第27話に登場。バッカスと共に数々の死線を潜り抜けていた軍団一の老兵。その戦闘能力の高さは軍団内でも伝説となっているほどで、曲者ぞろいメンバーから一目置かれている。デモンナイトに剣術を教えた。武器は棒状のデスロッド。最後はライザーシロガネのジャスティブラスターからデモンナイトを庇い、デモンナイトの秘密を言いかけて死亡。

### ダルガ帝国軍
魔神ダルガ
34話から登場したハデスの兄にしてダルガ帝国軍の支配者。ハデス軍滅亡を受けて地球に攻め込む。ジャスティパワーとライザーパワーの両方を独占することにより、全宇宙の支配を目論む。姿はハデスと同じだが、体色が異なり、シロガネと互角以上に戦える実力を誇る。惑星を移動する際に使用する飛行玉座から放たれる光弾は、ライゼロスや星神獣、果てにはシェイドスターをも一撃で破壊するほどの力を持つ。武器は剣。
- 全話プロットでは存在しなかった。
- スーツはハデスの色替え。

暗黒魔神クロガネ
47話でダルガが本来デモンナイトが手にするはずだったライザーパワーを得て、ジャスティパワーの化身シロガネと対を成すライザーパワーの化身に変身した姿。容姿はシロガネに似ているが黒を基調としており、シロガネと互角に渡り合える戦力を持つ。ダルガの姿で使用していた剣が変化したエビルブレードが武器で、波動を撃ち出す。また、胸部からは強力な光線を放つ。最終話で巨大クロガネ（容姿がそのままだったシロガネとは違い禍々しい怪物の姿となった）となったが、巨大シロガネに敗れ去った。
- 特技監督の川北の要望で、シロガネに対してクロガネを出すこととなった。全話プロットではデモンナイトと神野、ケルベロスが合体した姿という設定であり、後の全話プロットでもケルベロスとデモンナイト、ゾラに相当する復活ヤヌスが合体する設定であった。3つの力が合体したシロガネに対して、こちらはそうではないため、胸は二つになっている。
- 巨大クロガネのスーツは、『超星神グランセイザー』の巨大ボスキートを改造したもの。

コマンダー・アドロクス
魔神ダルガの側近でダルガ帝国軍ダルガ直属の特殊部隊レジェンダーズの司令官。オネエ口調と仕草が特徴。剣や盾として使えるアドロークファンという扇子型の武器を持つ。また、人間に憑依することも可能で、第44話と第45話で国防省の軍隊の長官の白河に憑依して、国防省の軍隊を騙して、ジャスティライザーに攻撃するように仕向けた。度重なる失態の末、ダルガに見切られ、第45話でシロガネに倒された。

レジェンダーズ
ダルガ直属の特殊部隊。
レジェンダー･ヴァルガン
第34話・第35話に登場。ダルガ軍のレジスタンス壊滅を目的としており、ミラたちを追って現れた。巨大な鎌が武器で、柄には銃口が付いておりビーム砲としても使うことが出来る。
- 当初はカッパのようなイメージだったが、石のような感じに変更となった。

レジェンダー･ガーゴイド
第36話・第37話に登場。幻惑術と念動力を操る暗黒魔導士。武器は杖で、それに乗って宙を舞うこともできる。杖から電撃を放つアザルド・サンダーが必殺技。水晶の中に異星の生物をコレクションしており、水晶の中に神野を閉じ込めた。
- スーツはダンハウザーの改造。スーツは後に『セイザーX』のザムラードに改造された。

レジェンダー･ギャメリオン
第38話・第39話に登場。ジャスティクリスタルを狙って現れた。両腕の巨大なカッターが武器で、一度戦った相手の姿に変身することや周囲の色と同化することができる。
レジェンダー・アルミュール
第40話・第41話に登場。全身が硬い鎧で覆われており、頑固な体格や張り手が武器。後に片腕に巨大な鋏状の武器を装着し、光弾などを発射することが出来るよう強化された。
- 『ベルセルク』に出てくる鎧のように西洋甲冑となっている。
- スーツはガンデロンの改造。スーツは後に『セイザーX』のアグラーグに改造された。

レジェンダー・ドレイク
第46話から登場。魔神ダルガの側近でコマンダー。武器は金色の剣ブレードレーグで、その力はコマンダー・アドロクスを凌ぐ。ライザー星での戦いで、マイア姫を暗殺した。
- デザインは、初期に描かれていた西洋の鎧武者風巨大ロボのデザイン案を流用している。

### 敵キャラクターが使役する兵士および巨大戦力
戦闘兵士ザコール
ハデス軍、ダルガ帝国軍の一般戦闘兵。空間を裂いて出現する。常人のおよそ10倍の身体能力を持つ。黒い体には模様が入っており、ドクターゾラ配下のザコールの模様の色は金色、ゼネラル・バッカス配下のザコールの模様の色は銀色、ダルガ帝国軍配下のザコールの模様の色は赤色。武器はザコンボーという棍棒で、触れた相手に電流を浴びせ、先端からは光弾を放つ。また、目視した光景を基地へと転送する能力を持つ。
- デザインモチーフは鬼。丸く口側に向かって落ち込んで、前に顎が突き出している。
- スーツは5体のみだが、第39話では合成によって無数に増やされている。ゼネラル・バッカスやダルガ帝国配下の個体は各スーツを改造している。

宇宙巨獣
主に巨大戦力としてサイバーナイトが使役する宇宙怪獣。破壊獣カプセルから出現する。サイボーグ化されることでデストボーグと呼ばれるメカ巨獣へと強化する。
- 破壊獣カプセルは『流星人間ゾーン』の恐獣カプセルを21世紀版にアレンジしたものである。

宇宙巨獣デフロッグ
第1話に登場。破壊獣カプセルによって最初に送り込まれた宇宙巨獣。口から放つ破壊光線と両腕の鎌が武器である。ライゼロスのゼロスキャノンによって倒された。
- 名前の由来は戦国から『仮面の忍者 赤影』の第1話に登場する大ガマからカエル（フロッグ）となっている。
- デザインは、デザインワークスの中村大輔が描いたラフを元に西川伸司がカラーリングを決めるなどクリンナップした。結晶が肩に付いているため、スペースゴジラのような感じにしている。腹部周辺の皮はキングオブモンスのラテ型を使用している。スーツは後にトロイドンに改造された。背びれはエグゼリオンに、結晶は講談社応募者全員サービスDVDに登場したグラゾスに使用された。

宇宙巨獣トロイドン
第10話に登場。ステラプレート奪取のため送り込まれる。腕の爪から敵の機能を麻痺させるエネルギー波を放射し、口からは破壊光弾を放つ。
- スーツはデフロッグの改造。ウルトラ怪獣のように半機械的な感じに顔の印象を変えるため、エレキングのように角に多数の目がついている形状となり、爪も『機動戦士ガンダム』に登場するズゴック風の4本爪となった。

宇宙巨獣バグリアン
第11話・第12話に登場。サイバーナイト・ゼッカードが使役する。両肩からビーム攻撃を無効化して相手の機能を狂わせるシールドガスを噴出し、口からは赤い光弾を吐く。
- レッドキングなどの怪獣の要素を詰め込んでいる。
- スーツはザリガン、尻尾は講談社応募者全員サービスDVDに登場したグラゾスに改造された。

宇宙巨獣デッドラー
第12話・第28話に登場。サイバーナイト・ガーディアスの魂と一体化した骸骨型巨獣。赤い器官から相手を金縛りにする念動光線を発し、腕からは怪光線を放つ。ジュウライザーのサンダーバーストで倒される。
第28話では亡霊巨獣となりデボラスに操られる。
- デザインモチーフはグラジオラス。
- 首元にスーツアクターの顔が位置している。

宇宙巨獣ギルモネ
第13話・第28話に登場。サイバーナイト・ラジメウスが使役する。ステラプレート奪取の陽動として暴れる。パワーを誇る宇宙巨獣で、角から金縛り光線ショックウェーブを放ち、口からは紫色の光線を吐く。
第28話では亡霊巨獣となりデボラスに操られる。
デストボーグ レオガイアス
第19話に登場。サイボーグ化された宇宙巨獣。両腕の爪ガイア・クロー、重力を遮断して敵を操る光線グラバイト・レイ、集中したエネルギーの高熱火球を放つメガリウムショットを武器とする。
- デザインは西川伸司が担当。ライオンモチーフでヒロイックなデザインのため、鋲のディテールを入れて悪役らしさを出している。

デストボーグ レオガイアスII
第38話に登場。コマンダー・アドロクスによって強化再生されたレオガイアス。ボディカラーはモノトーンになり、頭部と胸部の目は赤くなった。右手には物体を宇宙の果てにワープさせるワープウェイブ砲が追加された。
- スーツはレオガイアスの改造。スーツは後に『セイザーX』の雷神ゴードに改造された。

宇宙巨獣キングゼロ
第22話に登場。幻星神破壊計画のため破壊獣カプセルで送り込まれた鳥型巨獣。マッハ5で空中を飛行する。翼から衝撃波デスストームを発生させ、口から破壊光線を発射する。ジュウライザーのサンダーバーストで倒される。
- スーツは前作『グランセイザー』のアケロン大星獣を改造したもの。頭部のトサカはラドンをモチーフとしており、背中の翼とともに戦闘機の垂直尾翼をイメージしている。飛行シーン用のカポック製の小型モデルが製作されている。デスストームは切り刻んだコピー用紙を吹き飛ばして表現している。スーツは後に『セイザーX』のグラプターに改造された。

デストボーグ ブルガリオ
第24話に登場。重量級のデストボーグで、最初に出現した個体はライゼロス破壊のために呼び寄せられた。武器は両肩のミサイルランチャーと拳の大型キャノン砲。また、頭頂部には空間波動遮断装置を装備しており、星神獣の召喚を妨害した。後にダルガ軍によって複数の個体がディグロスから地上に投入された。『劇場版セイザーX』では、同名の別個体が出現した。
- 『キングコングの逆襲』に登場したメカニコングのオマージュとなっている。川北は、平成ゴジラシリーズでも登場を画策するなどメカニコングに対する思い入れが強く、ブルガリオも気に入ったため『劇場版 超星艦隊セイザーX 戦え!星の戦士たち』で再登場させている。
- スーツはサイバービースト・アーマーガンナーの流用・改造。だが、デザインを担当した真佐木一佐はその話を伝えられていなかったため、下半身を後から描き直している。スーツの可動範囲は広く、高く足が上がるものとなっている。スーツの底面のみを介してアクターの体重が床面に伝わる構造のため、アクターの足形が足の裏に浮き出ている。ゴリラのようにナックルウォークをさせたかったため、小さな胸でデザインされていたが、監督の川北の意向でアクションの派手さを取るため、大きくなった。

宇宙巨獣デボラス
第28話に登場。蘇らせた亡霊巨獣を操る能力を持つ宇宙巨獣で、死なない限り亡霊巨獣は何度でも再生される。口から火炎を吐き、腹部の球体から光線を放つ。
- スーツは、てれびくんオリジナルDVDに登場したデスキングの改造。元が骨のような怪獣で、当初のデザインでは、死んだ亡霊の怪獣を呼び出すという設定から頭部はドクロをモチーフとしていたが、特技監督の川北紘一の要望によりスティラコサウルスをイメージしたものとなった。

宇宙巨獣スカラベレス
第29話に登場。星神島破壊のためゼネラル・バッカスに送り込まれる昆虫型巨獣。角からメカの機能を麻痺させるパラライズビームを放ち、口から発射する破壊光線と両手の鎌も武器とする。
- ボディはサイバービースト・ギルドロスの塗り替え、両腕はデフロッグを改造したもの。頭部はゴジラシリーズのメガロとバトラをイメージしている。鎌と脚は講談社応募者全員サービスDVDに登場したグラゾスに改造された。

宇宙巨獣グラスター
第31話に登場。カイザーハデスの地球壊滅計画のためマグネシールダーとともに送り込まれた巨獣。岩山に擬態してマグネシールダーを守っていた。角から放つビームを武器とし、岩石のような硬い皮膚を持つ。自爆して敵に全身の皮膚を付着させて硬化させる能力を持ち、計画の障害であるライゼロスを硬化させる。
- デザインでは派手なカラーリングであったが、石の怪獣であることから灰色でいいという監督の川北の意向で灰色となったため、原腸のイメージとは異なる感じとなった。
- 隕石は『妖星ゴラス』のゴラスのプロップを使用している。ボディは講談社応募者全員サービスDVDに登場したグラゾスに改造された。

暗黒巨獣バハドーグ
第36話に登場。レジェンダー・ガーゴイドがコレクションしていた巨獣の一体。普段は水晶の中に圧縮されており、ペットのように寵愛されている。左手の爪や角、口から吐く熱線が武器。ジャスティカイザーのジャスティノヴァで倒される。
- 虫の要素が入っている。
- スーツは巨大ドクターゾラの改造。スーツは後に『セイザーX』のディロスに改造された。

合成魔獣ザリガン
第41話に登場。コマンダー・アドロクスが、カイザーハデスの遺した合成プラントを利用し宇宙魔獣とザリガニを合体させて造り出した怪獣。最初に出現した際はカメが混入していたため形状を維持できなかった。両手のハサミを発射することができ、口から泡状の爆弾バブルボールを吐く。
- ハサミの開閉ができるように肘部分を固定している。
- スーツはバグリアンの改造。

宇宙巨獣エグゼリオン
第44話に登場。分身能力を持つ宇宙巨獣。口から破壊光線を放つ。
- スーツはギルモネの改造で、デフロッグの背びれを使用している。
- ライゼロスとの戦いを団地越しに屋上から見られるシーンは『ゴジラvsキングギドラ』のオマージュとなっており、撮影も同様の場所で行っている。

メカ巨獣メガリオン
第47話・第49話に登場。強靭な装甲を持つメカ巨獣。両手のメガロスピンドリルを発射することができ、目から光線、肩からロケット弾を放つ。
次作品『超星艦隊セイザーX』にも登場。
- スーツはトロイドンの改造。デザインは映画『地球防衛軍』に登場するモゲラをモチーフとしており、トロイドンの鎧のディテールをモゲラのキャタピラに見立てている。シルエットは寄せているが、頭部はモゲラそのものとしないためドリルは付けていない。回転ギミックが付いたドリルは『グランセイザー』のセイザートラゴスのスパイラル・ホーンを改造したもの。そのため、根元にオレンジのパーツがその名残としてある。だが、ギミックが付いたものは1本しかないため、シーンに応じて左右で付け替えて撮影された。トロイドンの改造案としては『ゴジラvsビオランテ』のビオランテをイメージしたものもあった。

ハデス艦
カイザーハデスの宇宙戦艦。高性能で、多くの強力なビーム砲を装備している。450年前にノルン艦隊と激突して、地球に落ちたが大きなダメージを受けていなかったほど丈夫である。
- ベースとなるプロップは映画『さよならジュピター』に登場するMUSE-12とフラッシュ・バード船団のパーツを組み合わせて改造したもので、『グランセイザー』第1話にも登場している。

ブラック・メテオ
破壊獣カプセルを撃ち出す宇宙基地としての役割をもつハデス軍団の強力な戦艦の一隻。
- 艦内のセットは『グランセイザー』のベルゼウス艦でも使用されたもの。ソニッククラッシャーの発射口は『グランセイザー』のグランビークルの発進口の流用。

戦闘要塞惑星ディグロス
ダルガ帝国軍の母艦。ブルガリオを大量生産し、地球に送り込む。地球のアジトをジャスティライザーに破壊されたクロガネが逃げ込み、ギガトロン砲で地球を破壊しようとするが、ケンライザーに阻止される。
- 艦内のセットは上述のブラック・メテオでも使用されたもの。

## キャスト
登場したキャラクターには、敵味方含めて全ての話数で名前のテロップが付いていた。
当初、真田ユカ役には長澤まさみが選ばれる予定であったが、東宝から断られたため、神崎詩織となった。
天堂澪役の江口ヒロミはゲスト枠のオーディションを受けていたが、澪役が決まっていなかったため、レギュラーに決まったという。
当初、伊達源太郎役にはブラザートムに依頼したが、スケジュールの都合から叶わなかった。
- 伊達翔太 / ライザーグレン[注釈 3] - 伊阪達也
- 真田ユカ / ライザーカゲリ - 神崎詩織
- 平賀真也 / ライザーガント - 井坂俊哉
- 神野司郎 / デモンナイト - 波岡一喜（18〜24,27〜39,41〜51話）
- 天堂澪 - 江口ヒロミ（1,2,5〜51話）
- 本宮麗香 - 小澤栄里（1,2,5〜51話）
- 松平健一 - 正名僕蔵（1〜4,6,8,9,13,15,17〜20,23,24,26,30〜33,35,38〜42,48〜51話）
- ノルン - 川合千春（1,2,24,27,38,49,51話）
- 市川徹 - 内田明（1,17,18,22,40,49〜51話）
- 瀬川麻美 - 久保麻衣子（1〜5,7,8,22,35,39,42,46,49〜51話）
- 松原理緒 - 鳥井綾乃（1〜5,7,8,22,35,39,42,46,49〜51話）
- 九条公康 - 冨田昌則（44〜47,49,50話）
- 伊達源太郎 - 中村有志（1〜7,9,13〜16,20,21,23〜36,40〜42,44,48〜51話）

### 声の出演
- カイザーハデス - 谷口節（8,16〜20,22〜33話）
- ドクター・ゾラ - 五十嵐麗（1〜16,42,43話）
- ゼネラル・バッカス - 斧アツシ（17〜20,22〜30,42,43話）
- 魔神ダルガ / 暗黒魔神クロガネ - 松本大（35,36,38〜42,44〜51話）
- コマンダー・アドロクス - 遠近孝一（34〜45話）
- レジェンダー・ドレイク - 泉龍太（46〜48話）
- ナレーション - 鈴木英一郎

### ゲスト
- 戦国時代の姫 - 江口ヒロミ（1話）
- 戦国時代の侍女 - 小澤栄里、関田豊枝（1話）
- 母親 - 小関可奈（1話）
- 子供 - 有澤リヒト、小林三起（1話）
- 戦国時代の武者 - 中村覚司、上野山浩（1話）
- 吉岡敬三 - 中嶋修（2,4,22話）
- キャスター[注釈 4] - 大江麻理子（テレビ東京アナウンサー / 2,17,38話）
- 真田こずえ - 豊川栄順（3話）
- 真田隆史 - 橋本遼（3話）
- ショッピングモールの子供 - 有森夏鈴（3話）
- サッカー少年 - 神南哲也（5話）
- 少年の父親 - 吉原丈二（5話）
- フットサルの男 - 中村英嗣、飛永龍男（6話）
- 塚田俊夫 - 下村彰宏（7話）
- 健太（省蔵の孫）- 市原尚弥（9,10話）
- 二宮省蔵 - 田口主将（9,10話）
- テレビリポーター - 馬場亜紀子（10話）
- 和子（省蔵の娘） - 大嶋明美（10話）
- アナウンサー（声） - 大海吾郎（10話）
- 武田広之 - 小谷嘉一（11,12,29話）
- 医師 - 廣田徹（14話）
- 子供の頃の翔太 - 上大谷優（17話）
- 子供の頃の徹 - 大成拓海（17話）
- 上級生五人組 - 平石聖亜、堀口良太、菊池雄亮、桑原匠吾、小林奨（17話）
- 平賀咲子 - 熊谷美香（20話）
- 政府長官 - 大滝明利（20話）
- 政府係員 - 持永遊恵（20話）
- 黒ずくめの男A - 森岡豊（20話）
- 黒ずくめの男B - 酒井宏之（20話）
- 黒ずくめの男C - 梨本大智（20話）
- 黒ずくめの男D - 安田佳史（20話）
- 咲子の秘書 - 小松順子（20話）
- 幼い真也（5歳） - 大久保蒼（20話）
- 平賀博士 - 伊藤洋三郎（20話）
- レポーター - 土井里美（22話）
- アナウンサー - 大島奈穂美（29話）
- 伝通院洸 - 芹沢秀明（30話）
- テレビキャスター - 水稀未那（33話）
- ミラ - 中野智世（34,35話）
- 従者・男 - 青山潤（34話）
- 従者・女 - 酒井亜美（34話）
- レジタンス・リーダー - 村田真乙（35話）
- 獅堂未加 - 清水あすか（35話）
- 星野和也 - 片岡涼（40話）
- 和也の母 - 齋藤恵美子（40話）
- 里見真央 - 菅真紀（41,49,51話）
- 松坂直人 - 高原知秀（42,43話）
- 白河信介 - かなやす慶行（44〜46話）
- 部隊長 - 杉本凌士（44話）
- 菅野茜 - 後藤宏美（44話）
- 秋山隊長 - 仲田育史（45話）
- 係の男 - 松井哲也（46話）
- 若者A - 竹嶌厚（46話）
- 若者B - 向田翼（46話）
- 若者C - 岡村廣典（46話）
- 黒服の男A - 富永研司（46話）
- 黒服の男B - 高橋光（46話）
- 黒服の男C - 佐藤優（46話）
- 黒服の男D - 南辻史人（46話）
- 隊員 - 小倉直紀（46話）
- マイア姫 - 伊藤紅音（48話）
- 司令室オペレーター - 白濱孝次、田井和彦（50話）
- ムッシュグレンベーカリー店主[5][注釈 5] - 新上博巳（51話）
- シュークリーム店店主[5][注釈 5] - 上田健一（51話）

### スーツアクター
特記のない限りクレジット記載に基づく。
ライザーガント役の福田は体重が重いため、中盤からのワイヤーは別のスーツアクターが担当している。
- ライザーグレン、ライザーシロガネ - 新上博巳
- ライザーカゲリ - 齋藤恵美子[注釈 6]
- ライザーガント - 福田亘[注釈 6]
- デモンナイト、ザウラス、モルギレス、ギルドロス、アーマーガンナー、ライノスレイブ、ゼッカード、ガーディアス、ラジメウス、ガンデロン、巨大ドクターゾラ、ギルモンド、デスタラン、ツインズナイトA[9]、合体ツインズナイト - 白濱孝次
- ドクターゾラ、バスキ - 山下純
- ドクターゾラ、ゼネラル・バッカス、コマンダー・アドロクス、レジェンダー・ドレイク - 田井和彦
- カイザーハデス - 佳本周也
- クロガネ[60] - 佐藤優
- ダルガ、ライゼロス[60]、ジュウライザー[60] - 岩崎晋弥
- ケンライザー[60]、ニンライザー[60]、ジャスティカイザー[60]、巨大シロガネ[60]、宇宙巨獣デフロッグ、巨獣ギルモネ、亡霊巨獣ギルモネ、巨獣レオガイアスII - 角田浩一
- 巨獣ギルドロス、巨獣アーマーガンナー - 相馬絢也
- 巨獣トロイドン、巨獣バグリアン、巨獣キングゼロ、魔獣ザリガン、メカ巨獣メガリオン、メカ巨獣ブルガリオ - 林潔
- 巨獣デッドラー、亡霊巨獣デッドラー - 野村和未
- 巨獣レオガイアス - 田辺信彦
- 巨獣ブルガリオ、ツインズナイト弟、巨獣スカラベレス、宇宙巨獣グラスター - 御代川太
- ダンハウザー、レジェンダー・ガーゴイド - 小倉直紀
- 巨獣デボラス、暗黒巨獣バハドーグ、ギャメリオン - 南辻史人
- 巨大カイザーハデス - 和田三四郎
- レジェンダー・ヴァルガン - 宮木善雄
- レジェンダー・アルミュール - 安藤道泰
- 巨大クロガネ[60]、巨獣エグゼリオン、メカ巨獣メガリオン - 稲留正樹

## スタッフ
- 企画 - 藤原正道、雲出幸治、森恭一、柳田和久（1 - 33）
- 企画協力 - ガンジス
- 統括プロデューサー - 釜秀樹
- プロデューサー - 山川典夫（テレビ東京）、渡辺和哉、船田晃
- 監督 - 石井てるよし[注釈 7]、鹿島勤、米田興弘、池田敏春、大津是、村石宏實[注釈 7]、鈴木健二、近藤孔明[注釈 8]、本多幹祐
- 特技監督 - 川北紘一[注釈 9]
- シリーズ構成・脚本 - 稲葉一広
- 脚本 - 河田秀二、上代務、天沢彰、真島浩一、浦沢義雄
- 本編スタッフ
  - 助監督：近藤孔明、本多幹祐、田部井稔（42,43,46,47）、山内健嗣（44,45,48,49）
  - 監督助手：山内健嗣、田部井稔、福島清和、米川治、橋本秀樹、岩坪梨絵
  - 撮影：大沢栄一、さのてつろう、北信康、菊池亘、栢野直樹、関口芳則、笠告誠一郎
  - 撮影助手：川口滋久、中澤健介、岡本和大、織田猛、岸田隆、花木洋美
  - 美術：平井淳郎
  - 美術応援（9 - 30）：山本直輝
  - 美術助手：伊藤ゲン、伊藤和之、丸中耐、竹内美保（1 - 10）
  - 照明：井上幸男、黒田紀彦
  - 照明助手：町田修一、岡田佳樹、加瀬拓郎、高崎真、小坂卓、黒田紀彦（1 - 41）
  - 録音：三澤武徳、佐藤一憲、川田保、大宮健司
  - 録音助手：宮村猛司
  - VE：堀口昌幸、鈴木健太郎
  - CA：小古呂弥生、長洲海里、原伸也
  - 操演：上田健一
  - 装飾：嵩村裕司、野村佳世
  - 装飾助手：吉野昌秀、野村佳世（1 - 6）、日高洋司（1 - 18）、竹内美保（19 - 35）
  - 持道具：長澤真智子、竹内美保、日高洋司、佐々木大地（15 - 18）、吉野昌秀（31 - 35）
  - スタイリスト（1 - 7）：杉本京加
  - 衣装：川崎健二、塚田亜矢子
  - ヘアメイク：三澤友香、酒井亜美、粕谷勇介、森田明日香、小沼美穂
  - スクリプター：湯澤ゆき、高田優、岩倉みほ子、玉川りえこ
  - 編集：杉澤康一、早澤淳一郎、諏訪聡子（44・45）、平澤政吾（1）
  - 制作担当：安丸徹、柴田和明、田辺正樹（46・47）
  - 制作主任：田辺正樹
  - 制作進行：難波杏里、西塚進明、光平哲也、竹島正訓
  - 制作応援：萩原満（1・2）
  - アシスタントプロデューサー：大滝裕、関根智彦
  - 制作デスク：大木里紗、菊池裕美
- 特撮スタッフ
  - 助監督：満留浩昌
  - 監督助手：鈴木智美、畑山友幸、茂木孝幸
  - 撮影：桜井景一
  - 撮影応援：金本栄二（1 - 12,21 - 24）、小宮由紀夫（13,14）、佐々木雅史（15,16,19,20）
  - 特撮美術：大澤哲三
  - 特美助手：山田順啓、中原佑典、佐藤弥夢、那須野洋平（1 - 6）、温水麻衣子（5 - 22）
  - 照明：瀬尾伸幸
  - 照明助手：池ヶ谷嘉伸、坂井竜一、中井新
  - 操演：川口謙司
  - 操演助手：青木貴広、小松容子、武士裕
  - 特撮VE：石井千秋
  - 特撮CA：劉公烈、佐々井絢子（5,6）、武田司（19,20）
  - スクリプター：阿保知香子
  - 編集:大島裕子
  - 制作：渡辺達也
  - 制作進行：樋掛浩晃
- アクション監督 - 松井哲也、川名求己、谷垣健治
- アクション助監督 - 小倉直紀
- 特撮殺陣 - 志真叶一
- デザインワークス - 西川伸司、荻原直樹、真佐木一佐、中村大輔（1 - 4）
- 特殊造型：品田冬樹、山部拓也、吉田哲弥、澗淵隆文、倉橋正幸
- キャラクターマネージメント：八巻亜由
- キャラクターメンテナンス：小野島泰宏
- 造型助手：山本ヒロシ、谷川清孝、田中史郎
- ストーリーボード：西川伸司
- 造型管理：花谷充泰
- 造型管理助手：浅田千歌
- 造型助手：橋本琢、高野廣茂
- リードエフェクト・アニメーター（17 - 51）[注釈 10]：三輪智章、山本英文
- エフェクト・アニメーター（17 - 51）[注釈 10]：吉岡直生、小柴浩、河島一英（13 - 39）
- 3DCG・アニメーター（17 - 51）[注釈 10]：田中良一、鴫原譲
- デジタル・コンポジッター（17 - 51）[注釈 10]：小林敬裕、中山剛志
- タイトルCG：高山滋史
- VFXスーパーバイザー：杉木信章
- テクニカルコーディネーター：山崎晴康
- オンライン編集：永野智也
- コンポジット：井出普子、藤川儀範
- テレシネ：田中基
- 音響効果：小川広美
- 選曲・MA：山口正和
- MA助手：貞安克久
- サウンドエディター：貞安克久、森茂
- ポスプロコーディネート：木下満寿裕、唐木淳伸
- 編集助手：諏訪聡子
- 仕上進行：堀江愛佳
- 番組宣伝：黒田多加恵（テレビ東京）、國安百合（テレビ東京 / 1 - 26）
- 版権担当：杉浩敏、加藤智浩
- アソシエイトプロデューサー：牛田直斗、野田直彦
- 特撮プロダクション：ドリーム・プラネット・ジャパン
- 特殊造型：Vi-SHOP、開米プロダクション、ヒルマモデルクラフト、フォルツアート、インコム・アーツ
- 美術：マーブリングファインアーツ、東宝映像美術
- 装飾：JOYART
- 特殊効果：亀甲船
- 衣装：東宝コスチューム
- ヘアメイク：おかもと技粧
- 撮影機材：映広（1 - 51）
- 照明機材：ライトワーク、光映新社、ライトロン
- 特殊機材：宗特機
- 車両：ストロングワーク
- アクションプロデュース：マツイ・エンタープライズ
- バイクスタンド：TA・KA
- VFX：ドリーム・プラネット・ジャパン、コア・ブレイン、日本エフェクトセンター、ソニーPCL
- 現像所：東京現像所
- ポストプロダクション：ソニーPCL、東宝サウンドスタジオ
- 音響効果：東洋音響
- 出版協力：講談社「テレビマガジン」「マガジンZ」小学館「てれびくん」
- 機材協力：Avid、報映産業
- 協力：東宝映画、コナミ株式会社
- スタジオ協力：東宝スタジオ
- 車両協力：HONDA、ホンダモーターサイクルジャパン
- 美術協力：National Panasonic
- 音楽協力：テレビ東京ミュージック
- 音楽：高梨康治
- 音楽プロデュース：イズム コミュニケーションズ
- Special Thanks：下道隆
- 制作プロダクション：ゼネラル・エンタテイメント
- 製作：テレビ東京、読売広告社、東宝

## 音楽
エンディングテーマ曲以外の関連楽曲は全て日本クラウンよりリリース。

### 主題歌

#### オープニングテーマ
「幻星神ジャスティライザー」(1番/〜28話、2番/29話〜）
作詞・作曲：小島健二 (Dual Dream) / 編曲：清水武仁 / 歌：中島満雄

#### エンディングテーマ
「Sky」（発売元 - avex trax）(1話〜13話)
作詞：rom△ntic high / 作曲・編曲：monk / コーラスアレンジ：Yas Kitajima / 歌：SweetS
「列島パーティ騎士（ナイト）」（発売元 - PONY CANYON/FLIGHT MASTER）(14話〜25話)
作詞・作曲・編曲・歌：HAV
「コトバにできない想い」（発売元 - DREAMUSIC,Inc.）(26話〜50話)
作詞：MIZUE (E☆M) / 作曲：安藤友洋 / 編曲：近藤宜臣 / 歌：Water

### 挿入歌
「3つのチカラ」（38話 - 50話）
作詞・作曲・歌：小島健二 (Dual Dream) / 編曲：清水武仁
「ジャスティパワー 〜正義の剣〜」（ライザーグレンのテーマ）
作詞・歌：中島満雄 / 作曲：藤澤健至 / 編曲：高梨康治
劇中では流れなかったが、インストゥルメンタル版はアバンタイトルに多用された。

## 制作
企画時の仮称は「アストライザー」で一部の準備稿ではこの名称が記載されている。
人数は前作は12人のためキャパシティに無理があったことと、和のテイストはプロデューサーの船田が戦国時代が好きであり、忍者や刀というノリを入れるためであった。
当初は女性戦士がおらず、3人よりも少ないものも提案されていた。合体メカも動物以外のモチーフであったが、シリーズの共通性を持たせるために、前作と同様に動物モチーフとなった。
第9・10話のオリオン座博士の孫が亡くなる話では台本上では地震に誘発された崖崩れで亡くなる予定であったが、新潟県中越地震発生の影響から光が来た影響のものに差し替えられ、アフレコで録り直された。
特技監督の川北紘一によれば、本作品では「真面目すぎる」との意見が上がっていたため、次作『超星艦隊セイザーX』ではコミカルな方向性になったという。

### 特撮・造型
特技監督は前作に引き続き川北紘一が担当。前作同様、川北が携わった『さよならジュピター』で用いられたミニチュアモデルが本作品で流用されている。
ミニチュア流用だけでなく、幻星獣ライゼロスを始めとする一部のキャラクターデザインに東宝特撮映画の登場キャラクターがモデルに取り入れられている。第50話では、平成ゴジラVSシリーズに登場したメーサー兵器を踏襲した対巨獣メーサータンクが新規に造られている。
ジャスティライザーのマスクは、特殊造型担当の品田冬樹の提案により、通常プラスチック素材で作られるバイザー部分はメッシュ構造となっており、スーツアクターの視界と通気性を確保している。

## 放送リスト
| 放送日         | 話数   | サブタイトル                | ゲスト怪人                                                                                           | 脚本                | 監督         | アクション監督 |
| 第一部         | 第一部 | 第一部                      | 第一部                                                                                               | 第一部              | 第一部       | 第一部         |
| -------------- | ------ | --------------------------- | --- | ------------------- | ------------ | -------------- |
| 2004年 10月2日 | 1      | 出現!幻星獣ライゼロス       | - サイバーナイト・ザウラス（声：斧アツシ） - 宇宙巨獣デフロッグ                                      | 稲葉一広            | 石井てるよし | 松井哲也       |
| 10月9日        | 2      | ライザーグレン、見参!       | - サイバーナイト・ザウラス（声：斧アツシ） - 宇宙巨獣デフロッグ                                      | 稲葉一広            | 石井てるよし | 松井哲也       |
| 10月16日       | 3      | 第二の戦士カゲリ参上!       | - サイバーナイト・モルギレス（声：マーク・大喜多）                                                   | 上代務              | 鹿島勤       | 松井哲也       |
| 10月23日       | 4      | 敵か味方か!?第三の男!       | - サイバーナイト・モルギレス（声：マーク・大喜多）                                                   | 上代務              | 鹿島勤       | 松井哲也       |
| 10月30日       | 5      | 三人の勇者                  | - ドクターゾラ                                                                                       | 上代務              | 石井てるよし | 川名求己       |
| 11月6日        | 6      | 見参!幻星神ケンライザー     | - サイバーナイト・ギルドロス →サイバービースト・ギルドロス                                           | 上代務              | 石井てるよし | 川名求己       |
| 11月13日       | 7      | 危機!ハデス復活計画         | - サイバーナイト・アーマーガンナー（声：若林正） →サイバービースト・アーマーガンナー                 | 稲葉一広            | 鹿島勤       | 松井哲也       |
| 11月20日       | 8      | 出撃!幻星神ジュウライザー   | - サイバーナイト・アーマーガンナー（声：若林正） →サイバービースト・アーマーガンナー                 | 稲葉一広            | 鹿島勤       | 松井哲也       |
| 11月27日       | 9      | オリオン座の秘密            | - サイバーナイト・ライノスレイブ                                                                     | 河田秀二            | 米田興弘     | 川名求己       |
| 12月4日        | 10     | 貫け!信じあう心             | - サイバーナイト・ライノスレイブ - 宇宙巨獣トロイドン                                                | 河田秀二            | 米田興弘     | 川名求己       |
| 12月11日       | 11     | ユカ、絶体絶命!             | - サイバーナイト・ゼッカード（声：加藤雅也） - 宇宙巨獣バグリアン                                    | 河田秀二            | 池田敏春     | 松井哲也       |
| 12月18日       | 12     | 襲撃!二大怪獣!              | - サイバーナイト・ガーディウス（声：高口公介） - 宇宙巨獣バグリアン - 宇宙巨獣デッドラー             | 河田秀二            | 池田敏春     | 松井哲也       |
| 12月25日       | 13     | 源太郎危機一髪!             | - サイバーナイト・ラジメウス（声：松尾まつお） - 宇宙巨獣ギルモネ                                    | 天沢彰              | 石井てるよし | 川名求己       |
| 2005年 1月8日  | 14     | 秘策!敵を欺け!              | - サイバーナイト・ラジメウス - サイバーナイト・ガンデロン（声：尾形雅宏） - ドクターゾラ（第二形態） | 天沢彰              | 石井てるよし | 川名求己       |
| 1月15日        | 15     | 驚異!ジャスティパワー       | - ドクターゾラ（第二形態）                                                                           | 上代務              | 鹿島勤       | 松井哲也       |
| 1月22日        | 16     | 吠えろ!幻星神ニンライザー   | - ドクターゾラ（第二形態） →巨大ゾラ                                                                 | 上代務              | 鹿島勤       | 松井哲也       |
| 第二部         |        |                             | |                     |              |                |
| 1月29日        | 17     | デストコマンド襲来!         | - デストコマンド・ギルモンド（声：桐井大介）                                                         | 稲葉一広            | 石井てるよし | 松井哲也       |
| 2月5日         | 18     | 燃えろ、必殺剣!             | - デストコマンド・ギルモンド（声：桐井大介）                                                         | 稲葉一広            | 石井てるよし | 松井哲也       |
| 2月12日        | 19     | 脱出!生きる力               | - デストコマンド・デスタラン（声：若林正） - デストボーグ・レオガイアス                              | 上代務              | 鹿島勤       | 川名求己       |
| 2月19日        | 20     | 追憶、守るべきもの          | - デストコマンド・デスタラン - ゼネラル・バッカス                                                    | 上代務              | 鹿島勤       | 川名求己       |
| 2月26日        | 21     | 暗黒騎士デモンナイト!       | - 暗黒騎士デモンナイト                                                                               | 河田秀二            | 米田興弘     | 松井哲也       |
| 3月5日         | 22     | 激闘!立ち上がれ真也         | - 宇宙巨獣キングゼロ - 暗黒騎士デモンナイト                                                          | 河田秀二            | 米田興弘     | 松井哲也       |
| 3月12日        | 23     | みんなの心、ユカの心        | - デストコマンド・バスキ（声：枝村みどり） - 暗黒騎士デモンナイト                                    | 天沢彰              | 大津是       | 川名求己       |
| 3月19日        | 24     | ライゼロス破壊計画!         | - デストボーグ・ブルガリオ - 暗黒騎士デモンナイト                                                    | 天沢彰              | 大津是       | 川名求己       |
| 3月26日        | 25     | まぼろしの勇者              | - デストコマンド・ツインズナイト （兄の声：千葉進歩 弟の声：堀川仁）                                 | 浦沢義雄            | 鹿島勤       | 松井哲也       |
| 4月2日         | 26     | 蒼き星の勇者、再び…         | - ゼネラル・バッカス                                                                                 | 浦沢義雄            | 鹿島勤       | 松井哲也       |
| 4月9日         | 27     | 勇者ライザーシロガネ!       | - デストコマンド・ダンハウザー（声：若林正）                                                         | 真島浩一            | 池田敏春     | 川名求己       |
| 4月16日        | 28     | 三大巨獣対幻星神            | - 宇宙巨獣デボラス - 亡霊巨獣 - 暗黒騎士デモンナイト                                                 | 真島浩一            | 池田敏春     | 川名求己       |
| 4月23日        | 29     | 決戦!星神島                 | - 宇宙巨獣スカラベレス                                                                               | 河田秀二            | 石井てるよし | 谷垣健治       |
| 4月30日        | 30     | バッカスVSデモンナイト      | - ゼネラル・バッカス - 暗黒騎士デモンナイト                                                          | 河田秀二            | 石井てるよし | 谷垣健治       |
| 5月7日         | 31     | 戦慄!地球壊滅計画           | - 宇宙巨獣グラスター - 暗黒騎士デモンナイト                                                          | 稲葉一広            | 鹿島勤       | 松井哲也       |
| 5月14日        | 32     | 激突!勇者VS戦士             | - 暗黒騎士デモンナイト - カイザーハデス                                                              | 稲葉一広            | 鹿島勤       | 松井哲也       |
| 5月21日        | 33     | 究極幻星神、光臨!           | - カイザーハデス →巨大カイザーハデス                                                                 | 稲葉一広            | 鹿島勤       | 松井哲也       |
| 第三部         |        |                             | |                     |              |                |
| 5月28日        | 34     | 新たなる戦いの序曲          | - レジェンダー・ヴァルガン（声：松尾まつお） - コマンダー・アドロクス - 暗黒騎士デモンナイト         | 上代務              | 村石宏實     | 川名求己       |
| 6月4日         | 35     | 覚醒!伝説の騎士             | - レジェンダー・ヴァルガン（声：松尾まつお） - コマンダー・アドロクス - 暗黒騎士デモンナイト         | 上代務              | 村石宏實     | 川名求己       |
| 6月11日        | 36     | 魔神ダルガ登場!             | - レジェンダー・ガーゴイド（声：松井哲也） - 暗黒巨獣バハドーグ - コマンダー・アドロクス             | 天沢彰              | 米田興弘     | 松井哲也       |
| 6月18日        | 37     | 捕らわれたデモンナイト      | - レジェンダー・ガーゴイド                                                                           | 天沢彰              | 米田興弘     | 松井哲也       |
| 6月25日        | 38     | 悲劇のライザー星            | - レジェンダー・ギャメリオン（声：富田晃介） - デストボーグ・レオガイアスII                          | 真島浩一            | 石井てるよし | 川名求己       |
| 7月2日         | 39     | 新たな勇者                  | - レジェンダー・ギャメリオン                                                                         | 真島浩一            | 石井てるよし | 川名求己       |
| 7月9日         | 40     | 逃避行!少年と澪             | - レジェンダー・アルミュール（声：若林正）                                                           | 河田秀二            | 鈴木健二     | 松井哲也       |
| 7月16日        | 41     | 倒せ!魔獣ザリガン           | - レジェンダー・アルミュール（強化体） - 宇宙魔獣ザリガン                                            | 河田秀二            | 鈴木健二     | 松井哲也       |
| 7月23日        | 42     | 対決!三大幹部               | - コマンダー・アドロクス - 再生ドクターゾラ - 再生ゼネラル・バッカス                                 | 上代務              | 米田興弘     | 川名求己       |
| 7月30日        | 43     | 最高のヒーロー              | - コマンダー・アドロクス - 再生ドクターゾラ - 再生ゼネラル・バッカス                                 | 上代務              | 米田興弘     | 川名求己       |
| 8月6日         | 44     | ジャスティライザー攻撃命令! | - 宇宙巨獣エグゼリオン - コマンダー・アドロクス                                                      | 真島浩一            | 近藤孔明     | 松井哲也       |
| 8月13日        | 45     | アドロクス最終作戦          | - コマンダー・アドロクス                                                                             | 真島浩一            | 本多幹祐     | 川名求己       |
| 8月20日        | 46     | 未知なる力                  | - レジェンダー・ドレイク - 魔神ダルガ                                                                | 上代務              | 池田敏春     | 松井哲也       |
| 8月27日        | 47     | 最強の魔神登場!             | - レジェンダー・ドレイク - メカ怪獣メガリオン - 魔神ダルガ →暗黒魔神クロガネ                         | 上代務              | 池田敏春     | 松井哲也       |
| 9月3日         | 48     | 潜入!ダルガ基地             | - レジェンダー・ドレイク - 暗黒魔神クロガネ                                                          | - 稲葉一広 - 鹿島勤 | 鹿島勤       | 川名求己       |
| 9月10日        | 49     | 蘇れ!幻星神                 | - メカ怪獣メガリオン - 暗黒魔神クロガネ                                                              | - 稲葉一広 - 鹿島勤 | 鹿島勤       | 川名求己       |
| 9月17日        | 50     | 地球総攻撃開始!             | - 暗黒魔神クロガネ - デストボーグ・ブルガリオ軍団                                                    | 稲葉一広            | 石井てるよし | 松井哲也       |
| 9月24日        | 51     | 明日に架ける夢              | - 暗黒魔神クロガネ →巨大クロガネ                                                                     | 稲葉一広            | 石井てるよし | 松井哲也       |

## オリジナルDVD
幻星神ジャスティライザーひみつ大公開DVD
テレビマガジン応募者全員サービスDVDで前半は第2部までのロボットなどの紹介で、後半は本作品オリジナルの宇宙巨獣グラソスとジャスティカイザーが戦う新撮映像がある。
スーパーバトルメモリー
2005年に制作された新撮映像を加えた総集編DVD。翔太とユカが真也の大学を訪れ、自分たちの闘いの記録を振り返るという内容。ラストシーンでは「超星神グランセイザー・スーパーバトルメモリー」と同様、再びジャスティライザーに覚醒している。演出：吉田至次、制作：渡辺達也（「超星神グランセイザー・スーパーバトルメモリー」も同様）。

## 映像ソフト化
- 2005年8月26日に1巻、2006年1月27日に2巻のDVD-BOXが発売。
- 2005年3月よりレンタルでの単巻DVDがリリースされた[61]。全13巻[61]。セル版の単巻DVDは発売されていない。

## 備考
- 次回作『超星艦隊セイザーX』が例年より早く雑誌掲載を開始した影響で、『てれびくん』8,9月号ともに半ページのみ、最後の掲載となった10月号に至ってはセイザーXの記事の端に少しだけ掲載されるという扱いだった。
- 『ケロロ軍曹』のテレビアニメ第24話Bパートで、本作品のパロディである「超精神ジャパライザー」が登場した。
- 『ウルトラマンマックス』第29話には本作品で澪を演じた江口と松平を演じた正名が出演している。
- 『月刊マガジンZ』にて野坂尚史による本作品のコミカライズが連載されていた。単行本は未発売。
- 2004年12月23日にはゲームボーイアドバンスソフト『幻星神ジャスティライザー 装着!地球の戦士たち』が発売された。ジャンルはアクションゲームとなっている。
- 上記の他、PlayStation 2でもゲーム化が予定されていたが、こちらは開発中止となっている。